# Wasilij Panfiłow
Wasilij Iwanowicz Panfiłow (ros. Василий Иванович Панфилов, ur. 1906 we wsi Argamakowo w guberni riazańskiej, zm. 1971 w Moskwie) – funkcjonariusz radzieckich organów bezpieczeństwa, pułkownik bezpieczeństwa państwowego, szef Obwodowego Zarządu NKWD/NKGB w Archangielsku (1939–1941).

## Życiorys
Od 1928 w WKP(b), w latach 1931–1937 studiował w Leningradzkim Instytucie Przemysłowym im. Kalinina, 1937–1938 był redaktorem gazety „Krasnaja Wagranka”, inżynierem i zastępcą kierownika warsztatu w Fabryce Kirowskiej w Leningradzie. Od marca do grudnia 1938 kursant Centralnej Szkoły NKWD ZSRR, później pełnomocnik operacyjny Wydziału II Głównego Zarządu Ekonomicznego NKWD ZSRR, następnie szef Oddziału III Wydziału I Głównego Zarządu Ekonomicznego NKWD ZSRR, 31 maja 1939 mianowany kapitanem bezpieczeństwa państwowego. Od 31 maja 1939 do 26 lutego 1941 szef Zarządu NKWD obwodu archangielskiego, a od 26 lutego do 31 lipca 1941 szef Zarządu NKGB w tym obwodzie. Od września 1941 do kwietnia 1943 szef Wydziału ds. operacyjno-czekistowskich obsługi przedsiębiorstw obronnych Głównego Zarządu Ekonomicznego NKWD, od 11 lutego 1943 podpułkownik, od czerwca 1943 do maja 1947 zastępca szefa Zarządu NKGB/MGB obwodu tulskiego, 22 lutego 1944 mianowany pułkownikiem bezpieczeństwa państwowego, od kwietnia 1947 do lutego 1951 pełnomocnik Rady Ministrów ZSRR na obiekcie (Chemiczno-Maszynowy Instytut Naukowo-Badawczy) I Głównego Zarządu przy Radzie Ministrów ZSRR, od 21 lutego 1951 do czerwca 1953 szef Wydziału Ochrony, Ustroju i Tajności III Głównego Zarządu przy Radzie Ministrów ZSRR, później szef Wydziału Ministerstwa Budowy Maszyn Średnich ZSRR. Odznaczony trzema Orderami Czerwonego Sztandaru Pracy (m.in. 3 maja 1940), Orderem „Znak Honoru” (26 kwietnia 1940) i 5 medalami.